# Samuel Maclure
Pour les articles homonymes, voir Maclure.
Samuel Maclure (né le 11 avril 1860 à Sapperton (Colombie-Britannique) (en) et mort le 8 août 1929) est un architecte canadien. Il a œuvré en Colombie-Britannique de 1890 à 1920.
Il est reconnu pour son application de l'architecture néo-Tudorienne (en), du style artisan américain (en) et, après 1912, du classicisme edouardien. Ses jardins rappellent l'esthétique des arts anglais et du mouvement artisan. Il a été consultant pour les Butchart Gardens.

## Formation
Maclure étudie la peinture au Spring Garden Institute (en) de Philadelphie en 1884 et 1885. Il devient architecte de manière autodidacte. Le 10 août 1889, il se marie avec Margaret Catherine (Daisy) Simpson, une pianiste et peintre.

## Carrière
En 1889, avec Charles H. Clow et Richard P. Sharp, il cofonde un bureau d'architecture à New Westminster. En 1892, Samuel Maclure déménage à Victoria (Colombie-Britannique).
De 1897 à 1899, il établit un partenariat avec John Edmeston Parr à Vancouver, puis, de 1905 à 1916, avec Cecil Croker Fox.
En 1909, Samuel Maclure et sa femme Daisy font partie des fondateurs de la Vancouver Island Arts and Crafts Society. En 1920, le bureau à Vancouver rouvre sous la direction de Ross A. Lort, ancien apprenti de Maclure.

## Projets notables
Maclure a géré plus de 450 projets (en) en Colombie-Britannique. Son premier, le Temple Building (en) de Robert Ward, est inspiré par le style de l'école de Chicago.
Selon la biographe de Maclure Janet Bingham, l'architecte est également connu pour sa création de maisons aux États-Unis. Il n'en resterait qu'une seule : la maison Ramsay d'Ellensburg (Washington), un bungalow de type Arts and Crafts dont la construction s'est terminée en 1905.
| Maison Aberthau (en) (connue d'abord sous le nom de Rear House), | intersection de la 2e avenue et de Trimble Street à Vancouver. | D'abord une résidence privée, cette maison est désormais un centre communautaire. | 1910–1913,  | Samuel Maclure, architecte                                |  |  |  |  |
| Maison Alexis Martin                                             | Victoria, Colombie-Britannique                                 |                                                                                   | 1905        | Samuel Maclure, architecte                                |  |  |  |  |
| Maison Nichol                                                    | Vancouver, Colombie-Britannique                                |                                                                                   | 1912-13     | Samuel Maclure, architecte                                |  |  |  |  |
| Maison Brock                                                     | 3875 Point Grey Road, Vancouver.                               |                                                                                   | 1911        | Samuel Maclure, architecte                                |  |  |  |  |
| Église Chalmers                                                  | 2801 Hemlock, Vancouver.                                       |                                                                                   | 1912        | Samuel Buttrey Birds, architecte                          |  |  |  |  |
| Gabriola (appartements Angus)                                    | 1531 Davie Street, Vancouver.                                  |                                                                                   | 1901        | Samuel Maclure, architecte                                |  |  |  |  |
| Maison du Gouvernement (Government House)                        | Victoria                                                       | Détruite en 1957.                                                                 | 1900 à 1903 | Samuel Maclure et Francis Mawson Rattenbury, architectes. |  |  |  |  |
| Château Hatley                                                   | Colwood (Colombie-Britannique)                                 |                                                                                   | 1906–1908   | Samuel Maclure, architecte                                |  |  |  |  |
| Édifice de la compagnie McDowell, Atkins & Watson                | 339, West Hastings Street, Vancouver.                          |                                                                                   | 1899        | Samuel Maclure et John Edmeston Parr                      |  |  |  |  |
| Ralph Block                                                      | 126 West Hastings Street, Vancouver.                           |                                                                                   | 1899        | Samuel Maclure et John Edmeston Parr                      |  |  |  |  |
| Manoir Rosemeade                                                 | 429 Lampson Street, Victoria.                                  |                                                                                   | 1906        | Samuel Maclure, architecte                                |  |  |  |  |
| Temple Building                                                  | Victoria                                                       |                                                                                   | 1893        | Samuel Maclure, architecte                                |  |  |  |  |
| Thomson Block                                                    | 300 Cambie Street, Vancouver.                                  |                                                                                   | 1898        | Samuel Maclure et John Edmeston Parr                      |  |  |  |  |
| Tulk House Rosemary                                              | 3689 Selkirk Street, Vancouver.                                |                                                                                   | 1915        | Samual Maclure & Cecil Fox, architectes                   |  |  |  |  |
| Biggerstaff Wilson Residence                                     | 1770 Rockland Avenue, Victoria                                 |                                                                                   | 1905        | Samuel Maclure, architecte                                |  |  |  |  |